# Under My Thumb
Under My Thumb is een nummer van de Britse band The Rolling Stones. Het nummer verscheen als de vierde track op hun studioalbum Aftermath uit 1966.

## Achtergrond
Under My Thumb is, net zoals de meeste nummers van The Rolling Stones, geschreven door zanger Mick Jagger en gitarist Keith Richards. Het is geproduceerd door Andrew Oldham. De tekst gaat over de moeite die het kost om de overhand te krijgen in een relatie. Jagger viert in de tekst hoe hij een tot dan toe opdringerige en dominante vrouw onder controle heeft gekregen. In 1995 vertelde hij over het nummer: "Het nummer is eigenlijk niet zo serieus bedoeld. Het is niet echt een meer antifeministisch nummer dan alle andere... Ja, het is een karikatuur, en het is bedoeld als antwoord aan een meisje dat een erg opdringerige vrouw was".
In de tekst van Under My Thumb wordt de vrouw in kwestie aangeduid als "huisdier", een "Siamese kat" en een "kronkelende hond". Vanwege dit woordgebruik kreeg het nummer negatieve reacties, vooral van feministen, die de tekst zagen als onderdrukking door de mannelijke verteller. Desondanks bleek het een populair nummer en werd het regelmatig uitgebracht op compilatiealbums. Opvallend genoeg werd het alleen in Japan en Italië als single uitgebracht.
Tijdens liveconcerten van The Rolling Stones veranderde Jagger het woord "girl" naar "woman". Under My Thumb werd gespeeld tijdens het Altamont Free Concert in 1969 op het moment dat er een rel uitbrak tussen fans en Hells Angels en bezoeker Meredith Hunter door een Hells Angel werd gedood. Deze gebeurtenis werd vastgelegd in de documentaire Gimme Shelter. Het bleef lange tijd een populair nummer tijdens shows van de band. In 1981 en 1982 werd het gebruikt als concertopener. Tijdens tournees in 1997-1998 en 2006 werd het nummer opnieuw gespeeld.
Diverse artiesten hebben covers opgenomen van Under My Thumb, onder wie Terence Trent D'Arby, Blind Faith, Kim Carnes, Wayne Gibson (nummer 17 in de hitlijsten in het Verenigd Koninkrijk), The Kingsmen, Sam Kinison met Ozzy Osbourne, La Roux, Ministry met Burton C. Bell, Del Shannon, Social Distortion, Tina Turner en The Who.

## NPO Radio 2 Top 2000
| Nummer met noteringen in de NPO Radio 2 Top 2000 | '00 | '01 | '02  | '03 | '04  | '05  | '06  | '07  | '08  | '09  | '10  | '11  | '12  | '13  | '14  | '15  | '16  | '17  | '18  | '19  | '20  | '21  | '22  | '23  | '24  |
| ------------------------------------------------ | --- | --- | ---- | --- | ---- | ---- | ---- | ---- | ---- | ---- | ---- | ---- | ---- | ---- | ---- | ---- | ---- | ---- | ---- | ---- | ---- | ---- | ---- | ---- | ---- |
| Under My Thumb                                   | 902 | 893 | 1205 | 973 | 1056 | 1132 | 1246 | 1486 | 1194 | 1412 | 1366 | 1494 | 1333 | 1246 | 1597 | 1825 | 1593 | 1382 | 1708 | 1599 | 1557 | 1744 | 1838 | 1924 | 1646 |

1. ↑  Een vetgedrukt getal geeft de hoogste notering aan.
2. ↑  2000 was het eerste jaar met een notering voor dit nummer.